# Vampire Survivors
Vampire Survivors — компьютерная игра в жанрах shoot ’em up и roguelike, разработанная и изданная Лукой Галанте. Игра была первоначально выпущена по модели раннего доступа в 2021 году; полные версии для macOS и Windows вышли в октябре 2022 года. Позже игра была портирована на игровые консоли Xbox One, Xbox Series X/S, PlayStation 4, PlayStation 5, Nintendo Switch и мобильные устройства на базе Android и iOS.

## Игровой процесс
Vampire Survivors схожа с аркадными шутерами для двух стиков — обычно в подобных играх с видом сверху игрок раздельно управляет передвижением персонажа и направлением стрельбы, выкашивая толпы врагов. В Vampire Survivors направление стрельбы определяется автоматически, так что игрок должен заботиться лишь о передвижении персонажа — маневрировать и не сталкиваться с врагами.
Перед каждым раундом игрок должен выбрать персонажа и карту; по мере прохождения игры открываются новые персонажи и карты. Персонажи немного отличаются друг от друга — так, Антонио вооружён кнутом и по мере набора уровней наносит больше урона, Имельда вооружена волшебной палочкой и с каждым новым уровнем получает из подобранных кристаллов всё больше опыта. В ходе раунда игрок собирает ещё множество усилений и видов оружия, так что различия между персонажами имеют значение лишь в начале раунда. Персонаж всегда находится в центре экрана, и вокруг него появляется огромное количество врагов — летучих мышей, скелетов, мумий и других монстров, наступающих с краёв экрана. Если очки здоровья персонажа упадут до нуля, раунд закончится. Задача игрока в каждом раунде — продержаться 30 минут; по истечении этих 30 минут на поле боя появится «смерть» и неизбежно убьёт персонажа.
В ходе раунда игрок должен собирать выпадающие из уничтоженных врагов кристаллы опыта — каждый раз, когда он накопит таким образом достаточно очков опыта, уровень персонажа повысится. С каждым повышением уровня игра предлагает три или четыре варианта на выбор — получить новое оружие, усилить уже имеющееся или взять полезный предмет. Например, крылья помогают персонажу перемещаться быстрее, пустой фолиант уменьшает время между выстрелами, а «полое сердце» добавляет персонажу очков здоровья. Выпадающие из особо сильных врагов «сундуки с сокровищами» могут предложить тот же выбор из нескольких видов оружия или предметов. У некоторых видов оружия есть «эволюции» — комбинации определённого оружия с определённым полезным предметом, делающие его эффективнее и дающие новые способности — например, после «эволюции» библии больше не исчезают при столкновении с врагом, а лучи «рунтрассера» взрываются фейерверками.

## Разработка
К созданию Vampire Survivors Луку Галанте, также известного как poncle, побудило желание управлять сообществом, поскольку ранее он был администратором сервера Ultima Online. Также на задумку повлияла и мобильная игра Magic Survival, в которой также персонаж автоматически атакует врагов. Разработка заняла примерно один год, а Галанте вложил в проект около 1100 фунтов стерлингов.

## Восприятие
| Сводный рейтинг       | Сводный рейтинг                     |
| Агрегатор             | Оценка                              |
| --------------------- | ----------------------------------- |
| Metacritic            | PC: 87/100 XSXS: 95/100 iOS: 92/100 |
| Иноязычные издания    |                                     |
| Издание               | Оценка                              |
| Edge                  | 7/10                                |
| Eurogamer             | Recommended                         |
| Game Informer         | 9,75/10                             |
| Hardcore Gamer        | 4,5/5                               |
| IGN                   | 7/10 (EA), 8/10 (1,0)               |
| Jeuxvideo.com         | 15/20                               |
| NME                   | [ 15 ]                              |
| PC Gamer (US)         | 87/100                              |
| TouchArcade           | [ 17 ]                              |
| Русскоязычные издания |                                     |
| Издание               | Оценка                              |
| StopGame.ru           | Похвально                           |

Изначально Vampire Survivors оказалась практически незамеченной, однако к концу января 2022 года она обрела огромную популярность. Одновременно в неё играли более 30 000 пользователей Steam.
Рецензент Kotaku Иэн Уокер и обозреватель Rock Paper Shotgun Грэм Смит высоко оценили игру и сравнили её с дофамином. Критик Polygon Николь Карпентер отметила глубину игры. По мнению Джастина Макэлроя, другого представителя сайта, Vampire Survivors может однажды занять место среди таких великолепных роуглайков, как Hades, Returnal и Dead Cells.

## Награды и номинации
| Год  | Премия                 | Категория                     | Результат | Источник      |
| ---- | ---------------------- | ----------------------------- | --------- | ------------- |
| 2022 | Golden Joystick Awards | Лучший запуск раннего доступа | Номинация | [ 23 ] [ 24 ] |
| 2022 | Golden Joystick Awards | Прорыв                        | Победа    | [ 23 ] [ 24 ] |
| 2022 | The Game Awards        | Лучший дебют среди инди-игр   | Номинация | [ 25 ]        |
| 2022 | The Steam Awards       | Лучшая игра на ходу           | Номинация | [ 26 ]        |